# Karel Komzák III

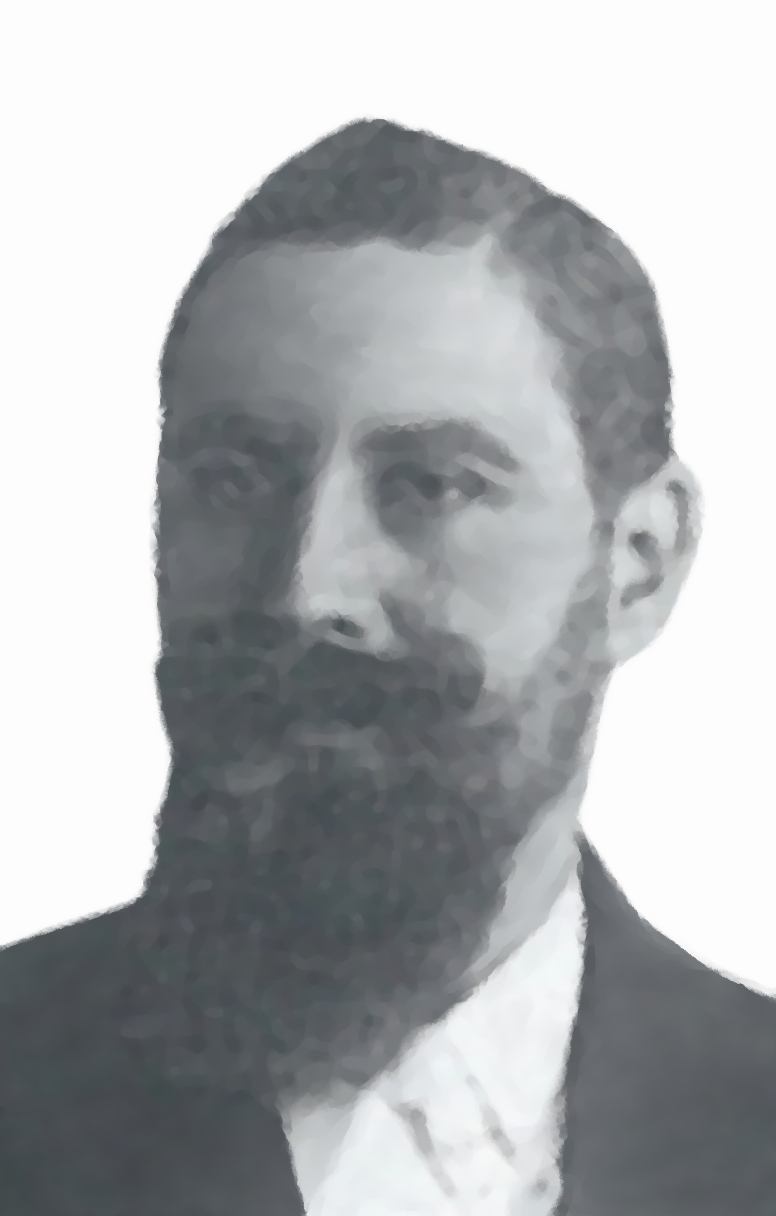
Karel Komzák III

Karel Komzák (ook: Karel Komzák (kleinzoon)) (Innsbruck, 20 mei 1878 – Wenen, 5 september 1924) was een Boheems componist en dirigent. Zowel zijn grootvader Karel Komzák alsook zijn vader Karel Komzák waren zelf ook componist en dirigent.

## Levensloop
Komzák werd vanzelfsprekend zowel door zijn vader Karel Komzák alsook door zijn moeder Eugenie - een getalenteerde pianiste - opgeleid. Naar zijn muziekstudie werd hij kapelmeester en freelance componist. Na de dood van zijn vader richtte hij een eigen orkest op, met dat hij concertreizen door Oostenrijk, Duitsland en Engeland maakte. Hij schreef verschillende liederen en werken voor harmonieorkest en orkest, maar slechts enkele werden gepubliceerd. Hij stond als componist in de schaduw van zijn veel beroemdere vader en grootvader. Op 5 september 1924 vond zijn leven door suïcide een einde.

## Composities (Uittreksel)

### Werken voor harmonieorkest
- Das sind die Herrn Studenten, mars, op. 4
- Grillenbanner-Marsch

### Vocale muziek
- Der Findelbua, lied, op. 340